# Thryasona elenescens
Thryasona elenescens är en snäckart som först beskrevs av Cox och Hedley 1912.  Thryasona elenescens ingår i släktet Thryasona och familjen Charopidae. Inga underarter finns listade i Catalogue of Life.